# Lago Baikal
El lago Baikal (del ruso: Озеро Байкал; Ózero Baikal) es un lago de origen tectónico, situado en la región sur de Siberia, Rusia, entre el óblast de Irkutsk en el noroeste y Buriatia en el sureste, cerca de la ciudad de Irkutsk. Su nombre deriva del tártaro Bai-Kul, «lago rico». También es conocido como el «Ojo Azul de Siberia» o la «Perla de Asia». Es la segunda reserva de agua dulce más grande del mundo.
Este lago forma parte del sistema fluvial Yeniséi-Angará-lago Baikal-Selengá-Ider, que tiene una longitud de 5539 km y se considera el quinto río más largo del mundo, tras el Amazonas, Nilo, Yangtsé y el Misisipi-Misuri.
Es uno de los lagos con menor índice de turbidez en el mundo, registrándose marcas superiores a los 20 metros de profundidad mediante la utilización de discos Secchi. Contiene en torno al 20 % del agua dulce no congelada del mundo y con sus 1680 m de profundidad es el lago más profundo del mundo. Sobre la orilla oriental del lago vive el pueblo buriato. Fue nombrado Patrimonio de la Humanidad por la Unesco en 1996.

## Características

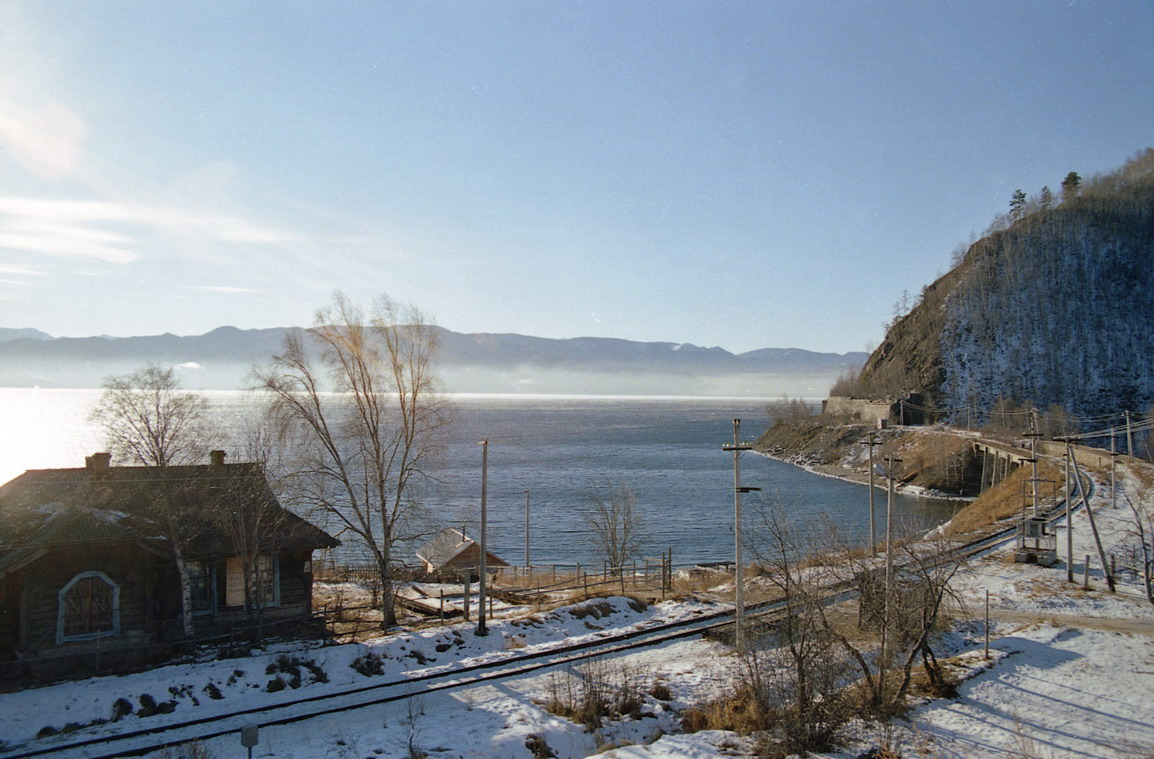
Costa del lago Baikal con vías del tren

El primer hielo en el lago. El extremo noreste de Olkhon, una vista de la parte más profunda del lago Baikal.

Con 31 494 km² de superficie, 636 km de largo, 80 km de ancho y 1680 m de profundidad (reconocidos hasta el momento), el lago Baikal es el mayor de los lagos de agua dulce de Asia y el más profundo del mundo. Contiene 23 600 km³ de agua, equivalente al 20 % del agua dulce no congelada de todo el planeta. En la lengua rusa es llamado «mar», y en las lenguas buriata y mongola es llamado «Dalái-Nor», el «Mar Sagrado», como es lógico, por otra parte, dadas sus dimensiones, si bien el hecho de encontrarse muy por encima del nivel de los océanos, hace que se califique como "lago".
Se calcula que la formación del lago Baikal data de hace 25-30 millones de años, siendo uno de los lagos más antiguos en términos de historia geológica (posteriores son el lago Tanganica del noreste de África, y el lago Biwa de la isla de Honshu en el centro de Japón). Entre los grandes lagos de altas latitudes, es el único que no ha visto sus sedimentos afectados por glaciares continentales. Investigaciones de los sedimentos hechas en la década de los 90 del siglo XX proveen una relación detallada de variación climática durante los pasados 250 000 años. Se esperan investigaciones más detalladas. Si se sacara todo el sedimento acumulado, el lago alcanzaría 9 km de profundidad.
El lago está totalmente rodeado por montañas. Los montes Baikal en la orilla norte y la taiga están técnicamente protegidos como parque nacional. El lago tiene unas 20 islas pequeñas, más la gran isla de Oljón, de 72 km de largo, y la isla de Gran Ushkan, de 4,2 km de largo. El lago es alimentado por entre 336 y 544 afluentes, según las fuentes, siendo los principales el Selengá —principal causante de la contaminación del Baikal—, Chikói, Jilok, Udá, Barguzín, Alto Angará, Turka, Sarma y Snézhnaya. El agua fluye fuera del lago por un solo cauce, el del río Angará.
El Baikal es un lago de fisura joven. La fisura se ensancha unos dos centímetros por año. La zona de la falla está sísmicamente activa: hay fuentes de aguas termales en la zona y acaecen notables terremotos periódicamente.
El área de drenaje del lago, de 540 000 km², es un 13 % mayor que el área del drenaje combinada de los Grandes Lagos de América del Norte.

## Clima
Alrededor del lago hay un clima continental de tipo subártico relativamente suave que se corresponde con la taiga. Hay alrededor de 2000 horas de sol al año, es diciembre el mes menos soleado con 77 horas y junio el más soleado con 275 horas de sol. Hay alrededor de 450 mm de precipitación anual, con los extremos situados en el mes de febrero, con tan solo 9 mm de precipitación, y julio con 120 mm.
El invierno, de noviembre a marzo, es seco y frío con unas temperaturas medianas de unos -20 °C. A las montañas que hay alrededor del lago la nieve es presente desde mediados de septiembre hasta final de junio, mientras los valles son cubiertos por la nieve entre mediados de noviembre hasta principios de abril. Las temperaturas pueden llegar a bajar hasta aproximadamente -50 °C.
La primavera, de abril a mayo, y el otoño, de septiembre a octubre, son estaciones cortas con solo dos meses cada una. Las heladas se pueden dar hasta junio y recomienzan nuevamente desde finales de agosto.
El verano, de junio en agosto, es relativamente cálido con una temperatura media durante el día de alrededor de 15 °C, pero a menudo se superan los 20 °C. El verano es la estación en la que se produce la mayor parte de la lluvia.
El lago ejerce una fuerte acción de mitigación sobre las temperaturas extremas, y el resultado es que la zona circundante tiene unos inviernos menos fríos y unos veranos más frescos y húmedos que las zonas más alejadas. En invierno el lago se ve afectado por la congelación prolongada de las aguas superficiales. Este hielo tiende a formarse tarde (en diciembre) y a fundirse totalmente para mayo, debido a la inercia térmica de la gran masa de agua. En invierno, el grueso del hielo varía entre los 50 y los 70 cm permitiendo la circulación de personas y vehículos por su superficie.
Una característica de la zona son los vientos cambiantes con un sistema complejo de vientos que tiene un reflejo en la gran variedad de nombres locales. Un ejemplo es el sarma, un viento particularmente fuerte que puede llegar a los 40 m/s (144 km/h) y levantar oleadas de 2 a 3 metros (llegando a más de 5m en el centro del lago). El golpe de viento más fuerte grabado ha estado de 50 m/s (180 km/h) en el valle del río Sarma.

## Biocenosis e influencia del hombre
Son pocos los lagos que pueden competir con el lago Baikal en términos de biodiversidad. Alberga unas 852 especies y 233 variedades de algas, más unas 1.550 especies y variedades de animales que habitan en los alrededores del lago, muchos de ellos especies endémicas, incluyendo el foca del Baikal (Phoca sibirica), el único mamífero que vive en el lago.
El Baikal es reconocido por la singular claridad de sus aguas. El establecimiento de una planta de procesamiento de pulpa de madera y celulosa en el extremo sur del lago, originalmente planificada en 1954, generó protestas silenciosas que, a su vez, causaron un despertar ecológico entre las personas cultas de Rusia, aunque no en la burocracia soviética. Todavía, dicha planta continúa vertiendo desechos en las aguas de Baikal. El impacto de esta contaminación en Baikal y otras afluencias similares es estudiada anualmente por el Instituto Tahoe Baikal, un programa de intercambio entre científicos de los EE. UU., Rusia y Mongolia y estudiantes graduados iniciado en 1989.
Muy poco se conocía del lago Baikal hasta que dio comienzo la construcción del Tren Transiberiano. El espectacular recorrido, que bordea parte del lago, requirió de 200 puentes y 33 túneles. Al mismo tiempo, (1896–1917), una numerosa expedición hidrogeográfica encabezada por F.K. Drizhenko produjo el primer atlas detallado de las profundidades de Baikal.
En julio de 2008 se inicia la expedición de dos batiscafos rusos "Mir", llamados Mir-1 y Mir-2, y el 29 de julio se conoce que consiguieron llegar al fondo del lago por primera vez en la historia.

## Vida silvestre

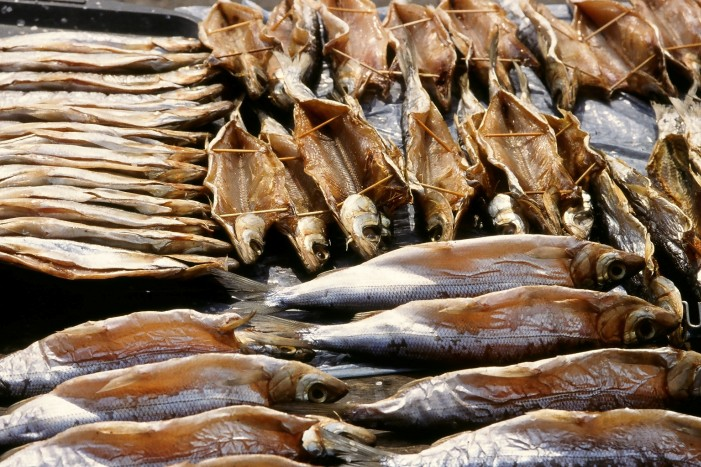
Pez ómul, endémico del lago Baikal. Ahumado y a la venta en el mercado de Listvyanka.

El lago Baikal alberga 1085 especies de plantas y 1550 especies y variedades de animales.
Más de 80 % de los animales son endémicos; de 52 especies de peces, 27 son endémicos.
Cabe destacar una subespecie del pez ómul (Coregonus autumnalis migratorius). El mismo es pescado, ahumado y vendido en todos los mercados alrededor del lago. Para muchos viajeros del Tren transiberiano, comprar ómul ahumado es uno de los atractivos de la larga travesía.
El Baikal también es el único hábitat de foca del Baikal (Pusa sibirica). Osos y venados también son avistados y cazados en las costas del lago Baikal.

## Investigación
Diversas organizaciones están llevando a cabo proyectos de investigación sobre la naturaleza en el Lago Baikal. La mayoría son organizaciones gubernamentales o asociadas con organizaciones gubernamentales. El Centro de Búsqueda del Baikal es una organización independiente de investigación que lleva a cabo proyectos de educación ambiental y de investigación.
En julio de 2008 Rusia inició una expedición para tratar de llegar al fondo del lago, se utilizaron dos batiscafos denominados Mir-1 y Mir-2 (Mir [Мир] que en ruso significa «mundo» y «paz»), para lograr los 1592 m del fondo y llevar a cabo exámenes geológicos y biológicos de su ecosistema único. A pesar de que inicialmente se reportó como un nuevo récord de inmersión en agua dulce, no fue así, sólo se llegó a los 1580 metros. Además la misión tuvo que ser suspendida a los pocos días debido a un accidente con una plataforma. El récord se encuentra actualmente en manos de Anatoli Sagalevitx con 1637 metros conseguidos también en el Lago Baikal en 1990 a bordo de un sumergible de la clase Piscis.
Desde 1993 se desarrollan investigaciones sobre los neutrinos en el Baikal, con un telescopio de neutrinos sumergido (el Baikal Deep Underwater Neutrino Telescope o BDUNT). El telescopio NT-200 está situado a unos 3,6 km de la costa a una profundidad de 1,1 km y se compone de 192 módulos ópticos (Olmos).

## Economía
Unas cincuenta mil personas viven cerca del lago en condiciones difíciles. Los suelos son pobres y el pescado y las patatas son la base de la alimentación diaria. La construcción del ferrocarril Baikal-Amur provocó una llegada de población a la zona. En el extremo sur del lago, la villa de Sliudianka destaca por la fabricación de materiales para la construcción y el procesamiento de pescado.
La pesca se practica durando todo el año, incluso en invierno después de perforar el hielo. Las aguas del lago son muy oxigenadas y, por lo tanto, muy ricas. El Coregonus migratorius es un pescado muy popular por su carne sabrosa y el esturión por su caviar. Debido a su forma alargada, el Baikal es una excelente vía navegable en esta región montañosa y de difícil acceso, pero queda cubierto por el hielo cerca de la mitad del año y durante el invierno todos los barcos de pesca, turísticos o para la exploración científica se quedan paralizados en los puertos. El tránsito no se restablece hasta el deshielo.

### Turismo
Los principales puntos de partida hacia el lago Baikal son las ciudades Irkutsk, Ulán-Udé y Severobaikalsk. Un importante centro turístico es el asentamiento de tipo urbano Listvianka.
En distintos lugares alrededor del lago se encuentra el sendero Great Baikal Trail, el sendero más popular en el lago Baikal, que comienza en Listvyanka y corre a lo largo de la costa hasta Bolshoye Goloustnoye. La longitud total de la ruta es de 55 km, pero la mayoría de los turistas suelen tomar solo una parte, una sección de 25 km hasta Bolshie Koty. Tiene un nivel de dificultad más bajo y puede ser superado por personas sin habilidades ni equipos especiales.

## Problemas ambientales

### La papelera del Baikal

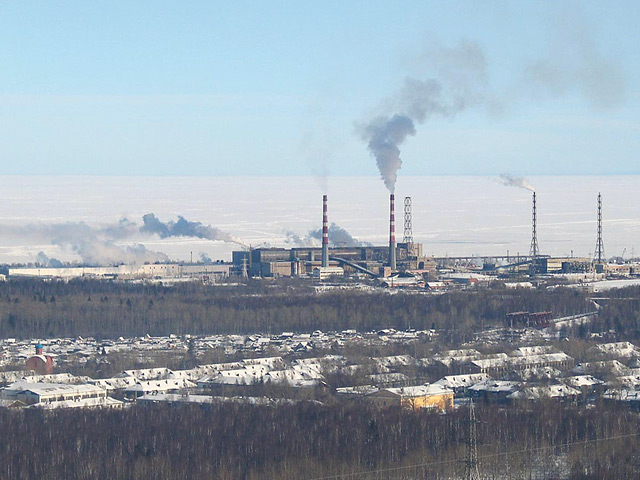
La papelera del Baikal

En 1966 se construyó una industria papelera justo en la línea de la costa, blanqueando el papel con cloro y arrojando los residuos al lago. Después de décadas de protesta, la planta fue cerrada en noviembre de 2008 debido a la carencia de rentabilidad. En marzo de 2009 el propietario de la planta anunció que no volvería a abrir nunca más. Pero el 4 de enero de 2010 se retomó la producción. El 13 de enero de 2010 Vladímir Putin introdujo cambios en la legislación para legalizar el funcionamiento de la papelera, cosa que provocó una oleada de protestas de los ecologistas y la población local. Putin lo justificó aduciendo que los científicos pueden confirmar el buen estado del agua y la práctica ausencia de contaminación.

### Oleoducto Siberia Este-Pacífico
La compañía estatal rusa Transneft tenía el proyecto de construir un oleoducto troncal que tenía que pasar a 800 metros de la orilla del lago en una zona con una actividad sísmica importante. Los activistas medioambientales de Rusia como Baikalwave o Greenpeace y la población local se opusieron a estos planes debido a la posibilidad de un derramamiento accidental de petróleo que podría causar daños significativos al medio ambiente. No fue hasta que el presidente ruso, Vladímir Putin, ordenó a la compañía de considerar una ruta alternativa a 40 km al norte para evitar los riesgos ecológicos que Transneft se avino a modificar sus planes. Transneft decidió entonces hacer pasar el oleoducto lejos del Baikal de forma que no pasara a través de ninguna reserva natural. Los trabajos de construcción del oleoducto empezaron dos días después de que el presidente Putin estuviera de acuerdo con el cambio de ruta lejos del Lago Baikal.

## Historia
La zona próxima al lago Baikal tiene una larga historia de presencia humana. Una temprana tribu conocida en la zona fueron los kurykans, antepasados de dos grupos étnicos: los buriatos; y los yakutos.[cita requerida]
Situado en el antiguo territorio septentrional de la confederación xiongnu, el lago Baikal fue uno de los sitios de la guerra Han-Xiongnu, en la que los ejércitos de la dinastía Han persiguieron y derrotaron a las fuerzas xiongnu, desde el siglo II a. C. hasta el siglo I d. C.. Dejaron informes de que el lago era un "mar enorme" (hanhai) y lo designaron como el mar del Norte (Běihǎi) de los semimíticos Cuatro Mares. Los kurykans, una tribu de Siberia que habitaban la zona en el siglo VI, le dieron el actual nombre que se traduce en "mucha agua". Más tarde, fue llamado "lago natural"  (Baygal nuur) por los buriatos y "lago rico" (Bay göl) por los yakutos. Los europeos poco supieron del lago hasta que Rusia se expandió en el área en el siglo XVII. El primer explorador ruso que llegó al lago Baikal fue Kurbat Ivanov en 1643.

### Exploración rusa y conquista

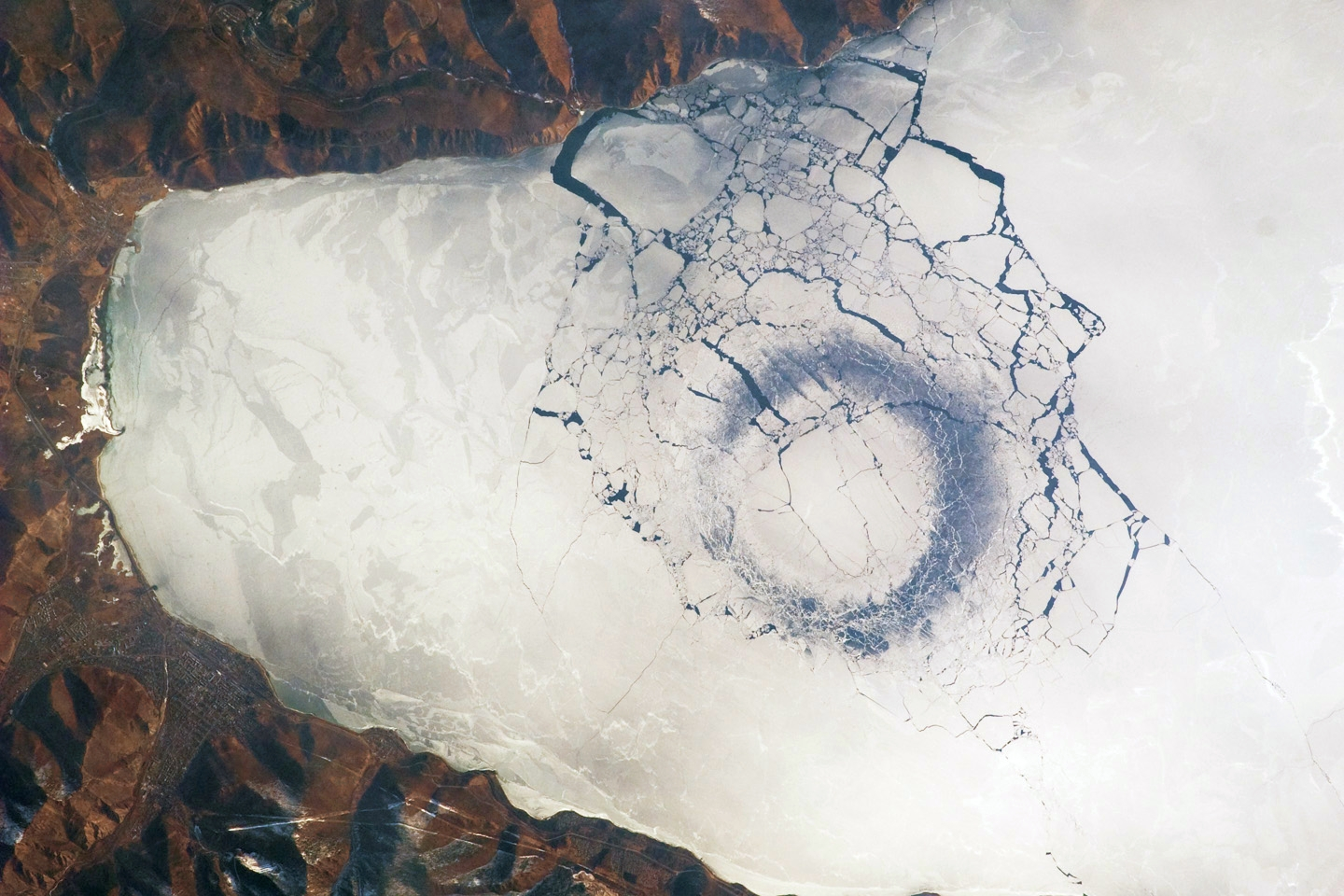
Un círculo de hielo fino (de color oscuro, con un diámetro de alrededor de 4,4 km, que es causada por convección): este es el punto focal para que el hielo rompa en el extremo sur del lago.

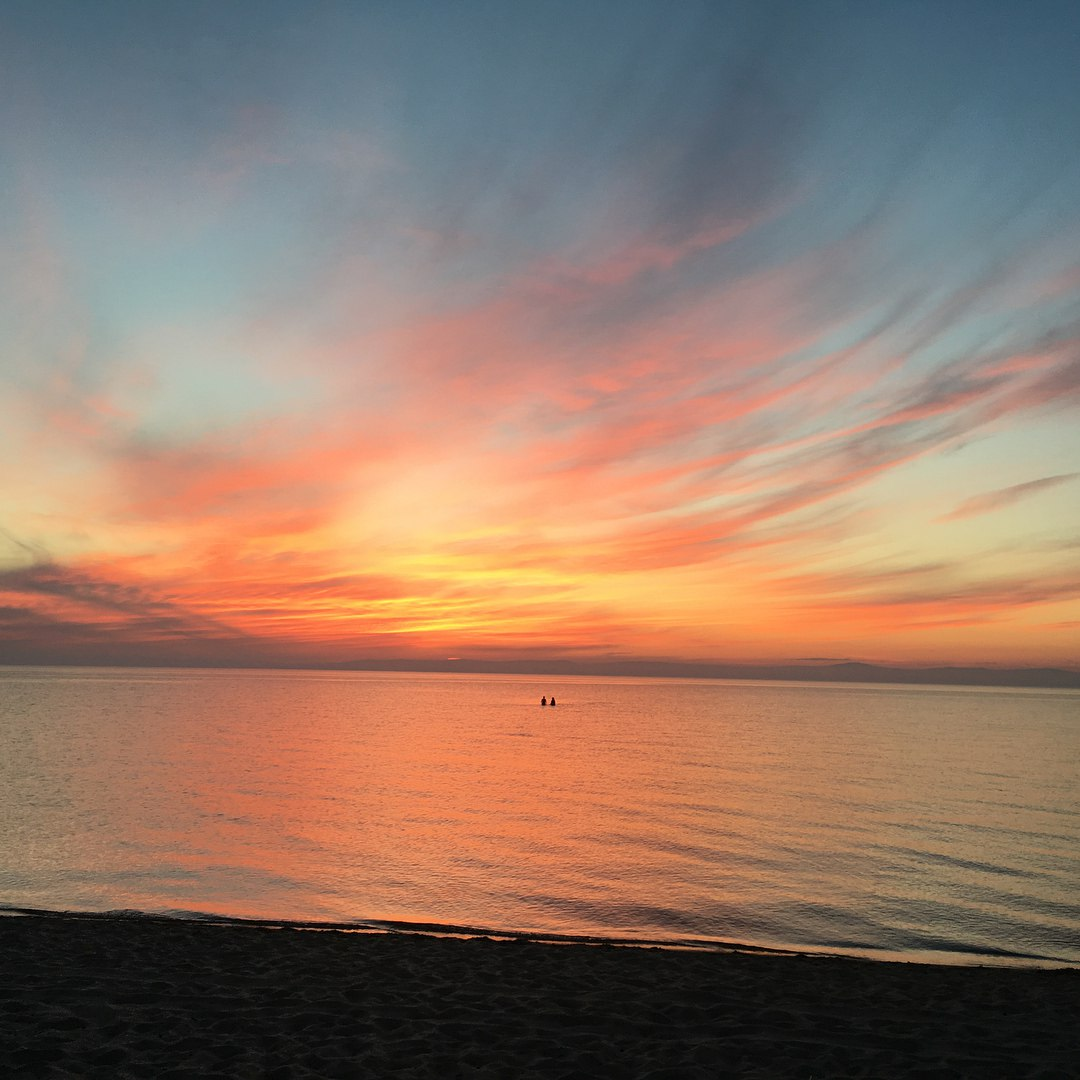
Puesta de sol en el lago Baikal

Hielo en la puesta de sol en el Baikal

La expansión rusa en el área ocupada por los buriatos alrededor del lago Baikal entre los años 1628-1658 es considerada parte de la conquista rusa de Siberia. Se realizó por primera vez remontando el río Angará aguas arriba desde la localidad de Yeniseysk (fundada en 1619) y más tarde desplazándose hacia el sur desde el río Lena. Los rusos habían oído hablar por primera vez de los buriatos en 1609 en la ciudad de Tomsk. De acuerdo con algunos relatos populares contados un siglo después del hecho, en 1623, Demid Pianda, que pudo haber sido el primer ruso en llegar al Lena, cruzó desde la parte superior del Lena al Angara y logró alcanzar Yeniseysk. Vikhor Savin (1624) y Maksim Perfíliev (1626 y 1627-1628) exploraron el país Tungús en el Angará bajo. Hacia el oeste, la localidad de Krasnoyarsk, en el Yeniséi superior, fue fundada en 1627 y desde allí partieron hacia el este una serie de mal documentadas expediciones. En 1628 Piotr Bekétov encontró por primera vez un grupo de buriatos y consiguió que le tributasen el yasak en la futura sede de Bratsk. En 1629, Yákov Jripunov partió de Tomsk para encontrar una mina de plata de la que había muchos rumores. Sus hombres pronto empezaron a saquear tanto a los rusos como a los nativos. A ellos se les unió otro grupo de Krasnoyarsk, pero abandonaron el país buriato cuando escasearon los alimentos. Su incursión hizo que fuera difícil que otros rusos entrasen en la zona. En 1631 Maksim Perfíliev construyó un ostrog en Bratsk. La pacificación tuvo un éxito moderado, ya que en 1634 fue destruida Bratsk y muerta su guarnición. (La historia cuenta que los buriatos, que no sabían cómo utilizar armas de fuego, decidieron quemar los mosquetes, junto con los cosacos muertos. El fuego provocó que las armas de fuego se disparasen y matasen a unas pocas personas, lo que llevó a pensar a los buriatos que los rusos seguían luchando después de muertos.) En 1635 Bratsk fue reconstruida por una expedición de castigo al mando de Radukovski. En 1638 fue sitiada de nuevo sin éxito.
En 1638 Perfíliev cruzó desde el Angará el portaje del río Ilim hasta alcanzar el río Lena y descendió aguas abajo hasta Oliókminsk. De regreso, navegó por el río Vitim en el área oriental del lago Baikal (1640), donde escuchó informes sobre el país del Amur. En 1641 se fundó en la curso superior del Lena una nueva localidad, Verjolensk. En 1643 Kurbat Ivanov fue más allá remontando el Lena y se convirtió en el primer ruso que vio el lago Baikal y la isla de Oljón. La mitad de su partida, al mando de Skorojódov, se mantuvo en el lago, alcanzando el resto el Alto Angará en su extremo norte e invernando en el río Barguzín, en el lado noreste. En 1644 Iván Pojábov subió el Angará hasta el Baikal, convirtiéndose tal vez en el primer ruso en utilizar esa ruta, difícil debido a los rápidos. Cruzó el lago y exploró el río Selenga inferior. Hacia 1647 repitió el viaje, obteniendo guías y visitando al 'Tsetsen Khan' cerca de Ulan Bator. En 1648, Iván Galkin construyó un ostrog en el río Barguzín que se convirtió en un centro para la expansión hacia el este. En 1652 Vasili Kolésnikov informó desde Barguzín que se podía llegar al país de Amur, siguiendo los ríos Selengá, Udá y Jilok hasta alcanzar los futuros sitios de Chitá y Nérchinsk. En 1653 Piotr Bekétov, en su segundo gran viaje para explorar y recaudar impuestos, tomó la ruta de Kolésnikov hasta el lago Irguén, al oeste de Chitá, y ese invierno uno de sus hombres, Urásov, fundó Nérchinsk, a orillas del río Nerchá. La siguiente primavera trató de ocupar Nérchinsk, pero fue obligado por sus hombres a unirse a Stephánov en el Amur. Nérchinsk fue destruido por los tungús locales, pero restaurado en 1658.

### Telescopio subacuático de neutrinos
Desde 1993, se han buscado neutrinos en el lago a través del Telescopio subacuático de neutrinos de Baikal. El telescopio NT-200 está instalado a 3,6 km de la costa a una profundidad de 1,1 km y consiste en 192 módulos ópticos.

#### Baikal-GVD
Desde 2015 el observatorio de neutrinos se está actualizando al Baikal-GVD, con un kilómetro cúbico de capacidad. Se prevé que esté completado en torno a 2020.